# 贡纳尔·尼尔松
贡纳尔·尼尔松（瑞典語：Gunnar Nilsson，1923年3月23日—2005年5月13日），瑞典男子拳击运动员。他曾代表瑞典参加1948年夏季奥林匹克运动会拳击比赛，获得男子重量级银牌。